# Scharnhorst-Denkmal (Berlin)

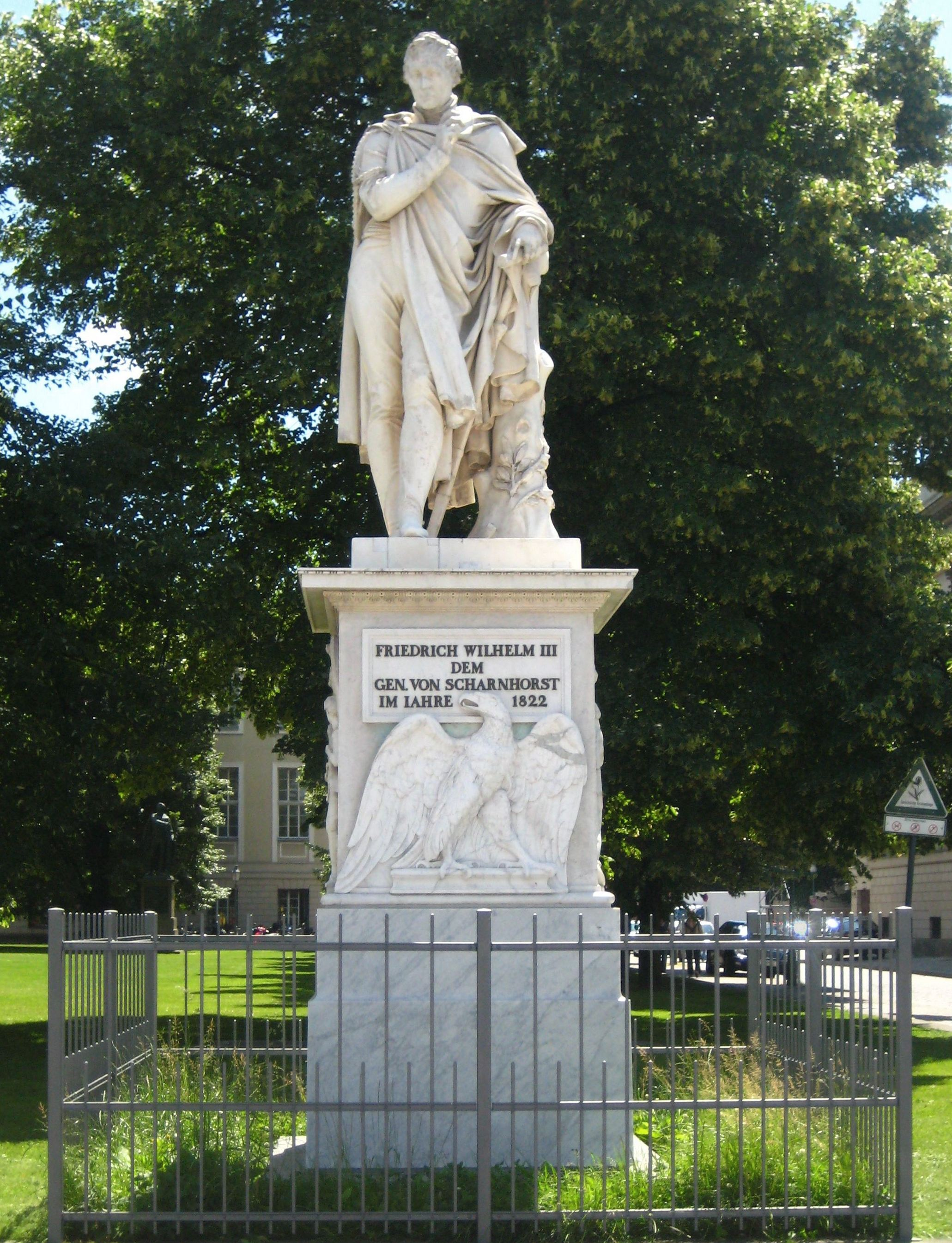
Scharnhorst-Denkmal, 1963–2021 gegenüber der Neuen Wache

Das Scharnhorst-Denkmal an der Prachtstraße Unter den Linden im Berliner Ortsteil Mitte erinnert an den preußischen Reformer und Befreiungskämpfer Gerhard von Scharnhorst (1755–1813). Geschaffen in den Jahren 1819–1822 von Christian Daniel Rauch im Stil des Klassizismus, gehört es zu den Meisterwerken der Berliner Bildhauerschule. Es stand bis 1951 rechts vor der Neuen Wache, mit der es ein Ensemble bildete, und seit 1963 ihr gegenüber. Die Marmorskulptur wurde 2021 zum Schutz vor Verwitterung entfernt und wird in Zukunft durch eine Kopie ersetzt. In diesem Zusammenhang wird über eine Wiederaufstellung am ursprünglichen Standort diskutiert.

## Geschichte und Beschreibung

Scharnhorst-Denkmal (vorn) auf dem Gemälde Parade auf dem Opernplatz von Franz Krüger, 1830

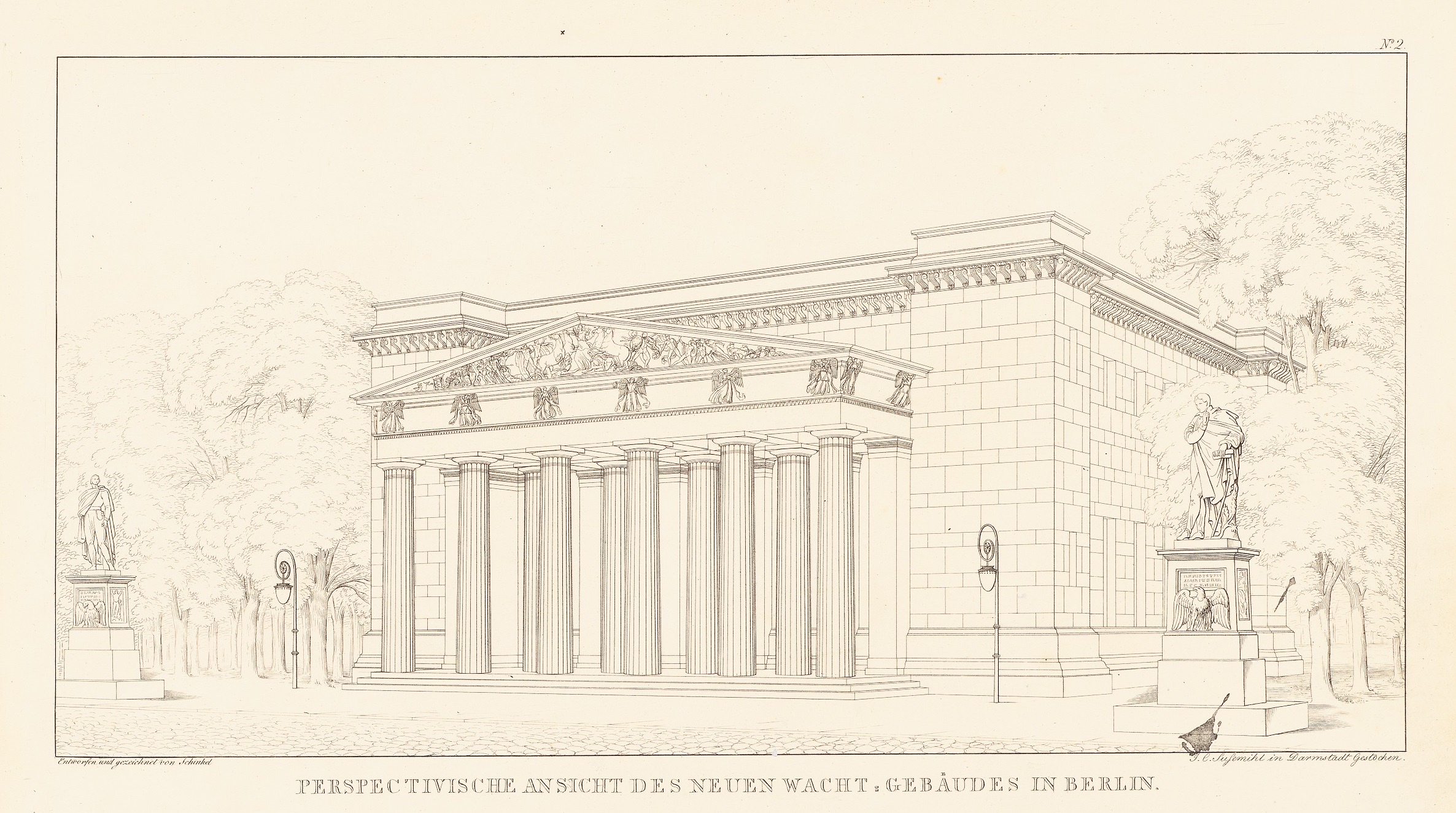
Scharnhorst-Denkmal (rechts) auf einer Zeichnung der Neuen Wache von Karl Friedrich Schinkel, 1858

Das von Karl Friedrich Schinkel entworfene und von Christian Daniel Rauch ausgeführte Scharnhorst-Denkmal wurde am 22. Juni 1822, dem Jahrestag der Abdankung Napoleons, rechts vor der Neuen Wache eingeweiht. Als Bestandteil ihres Bildprogramms bezog es sich auf das Viktorienrelief von August Kiß am Giebel, auf den Viktorienfries von Johann Gottfried Schadow am Gebälk und auf das am selben Tag eingeweihte Bülow-Denkmal links vor der Neuen Wache. Rauch hatte seit 1816 an den beiden Denkmälern gearbeitet, deren Modelle er Ende 1817/Anfang 1818 fertigstellte und ab 1819 in Marmor übertrug. Die 2,67 Meter hohe Skulptur zeigt Scharnhorst an einen Baumstumpf gelehnt, den Kopf nach rechts gewandt. Die rechte Hand ist in nachdenklicher Geste erhoben, die linke Hand hält ein zusammengerolltes Schriftstück.
Am 3,06 Meter hohen Sockel stellen vier Reliefs Scharnhorsts Verdienste um die Reform der preußischen Armee dar. Vorn steht über einem Adler die Inschrift „FRIEDRICH WILHELM III / DEM / GEN. VON SCHARNHORST / IM IAHRE 1822“, rechts lehrt die Göttin der Verteidigung Minerva zwei Knaben die Kriegswissenschaft, hinten die Waffenherstellung und links die Kampfkunst. Die Gesamthöhe des Marmorstandbilds beträgt 5,73 Meter. Stilistisch markiert das Scharnhorst-Denkmal den Übergang vom Klassizismus zum Realismus. Es gehört zu den Meisterwerken der Berliner Bildhauerschule.
1951 wurden beide Denkmäler vom alten Standort vor der Neuen Wache entfernt. 1963 wurde zuerst nur das Scharnhorst-Denkmal, 2002 dann auch das Bülow-Denkmal am neuen Standort auf der gegenüberliegenden Straßenseite aufgestellt. Dort waren ihre vielfältigen Zusammenhänge mit der Neuen Wache nicht erkennbar. Im Juni 2021 teilte die Senatskulturverwaltung mit, die Originale zum Schutz vor Verwitterung in die Zitadelle Spandau zu verbringen und durch Kopien zu ersetzen, wie das Landesdenkmalamt im Oktober 2017 empfohlen hatte. Die Berliner Denkmalpflegerin Gabi Dolff-Bonekämper forderte daraufhin, die neuen Denkmäler an den alten Standorten vor der Neuen Wache aufzustellen, wofür Schinkel und Rauch sie eigens geschaffen hatten:

„Aber die Geschichte ist noch nicht zu Ende. Es ist beschlossene Sache, dass Kopien der Denkmäler angefertigt werden. Aber wo sollen sie aufgestellt werden? Wieder auf dem Rasen bei der Oper, wo sie aufs Neue aneinander vorbeischauen würden? Dafür sind die Kunstwerke und die dargestellten Persönlichkeiten zu bedeutend. Gerhard von Scharnhorst war eine Schlüsselfigur des politischen Reformprozesses in Preußen. Ohne seine Militärreform und den Einsatz der reformierten Armee hätte es keine Befreiung von französischer Fremdherrschaft gegeben – und damit keine Neue Wache. Ohne Bülows Feldherrengeschick wäre Berlin 1813 belagert und zerschossen worden. Die neu in Marmor geschlagenen Denkmäler sollten wieder rechts und links der Neuen Wache stehen, mit der sie eine historische, künstlerische und diskursive Einheit bilden.“

## Bildergalerie

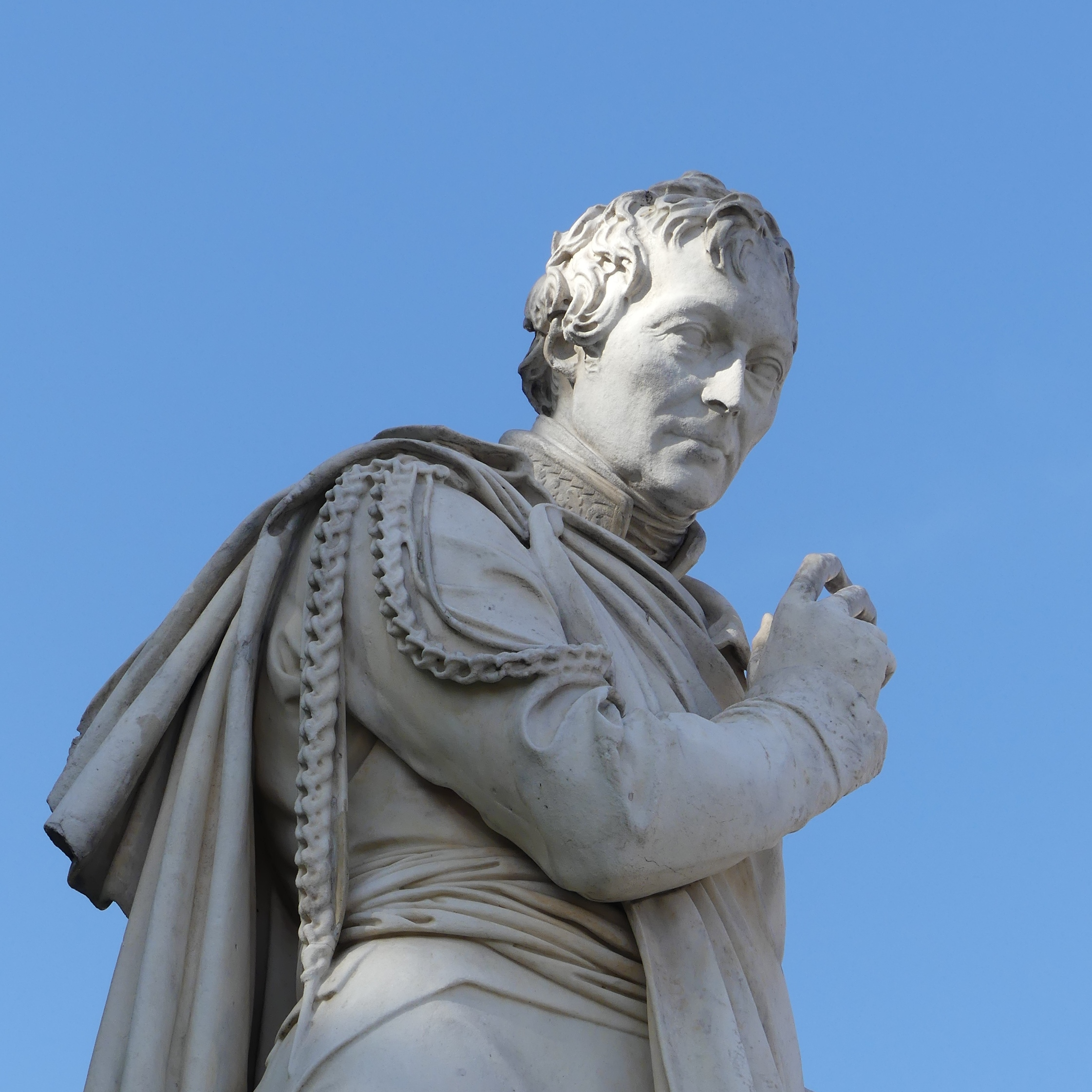
Detailansicht (2019)
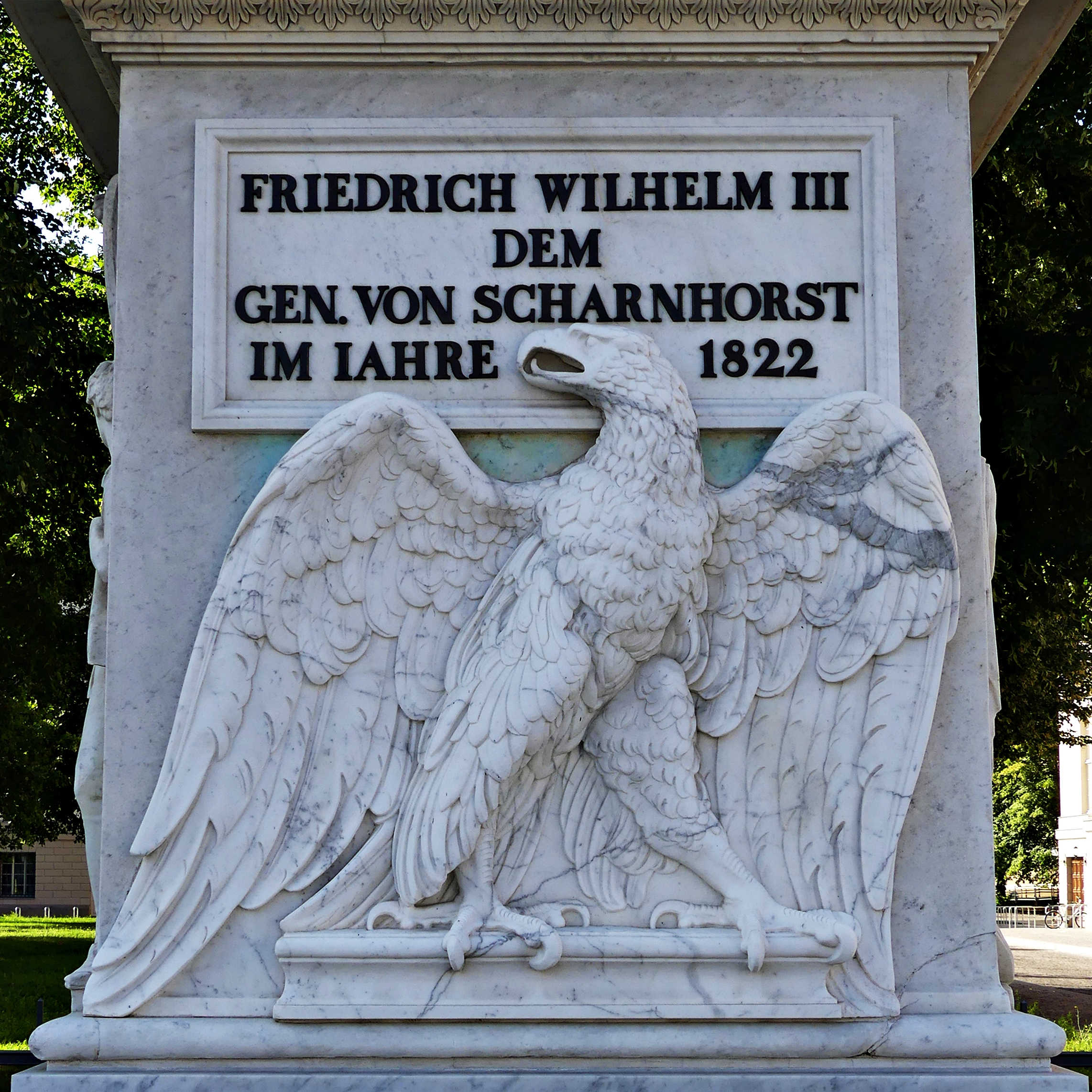
Relief vorn
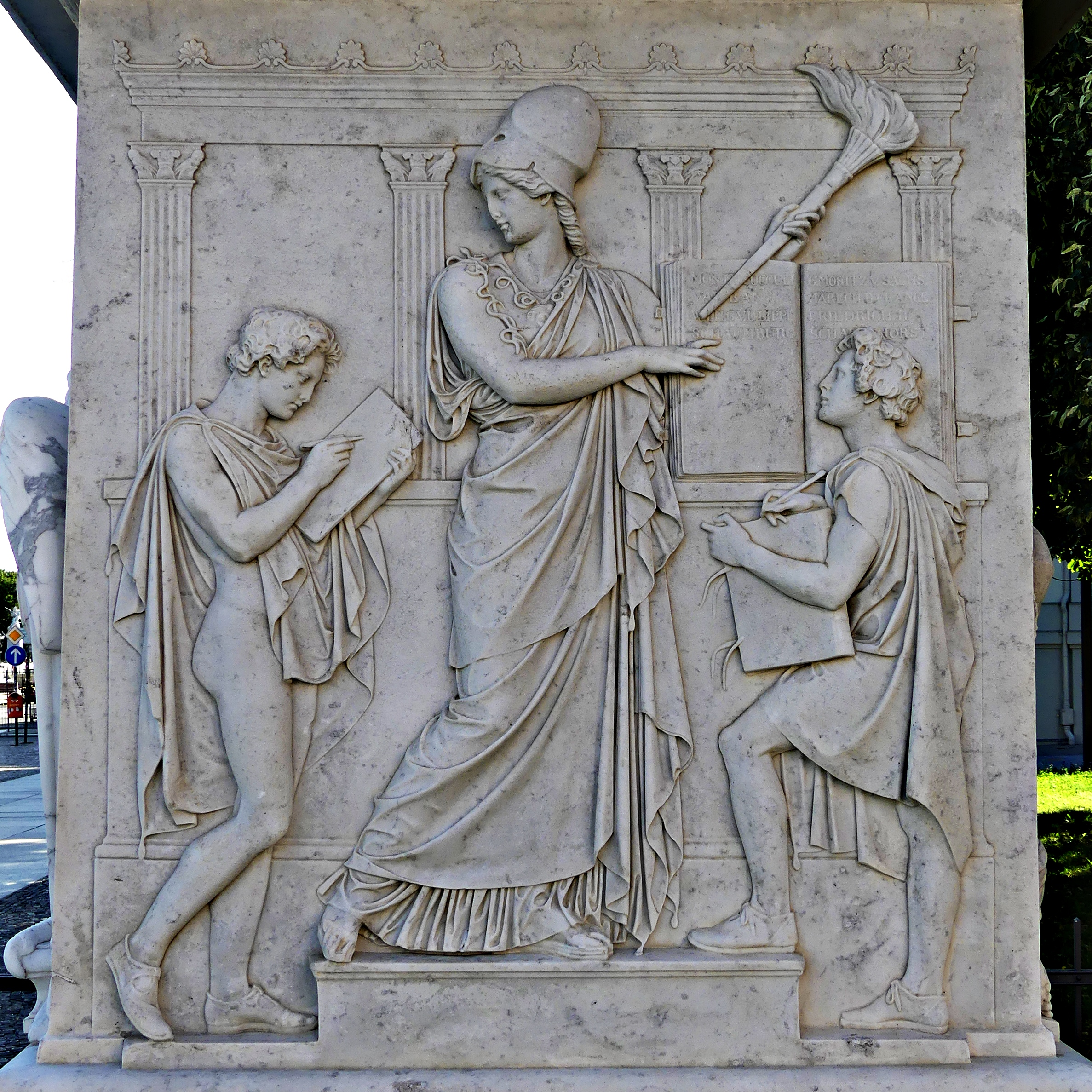
Relief rechts
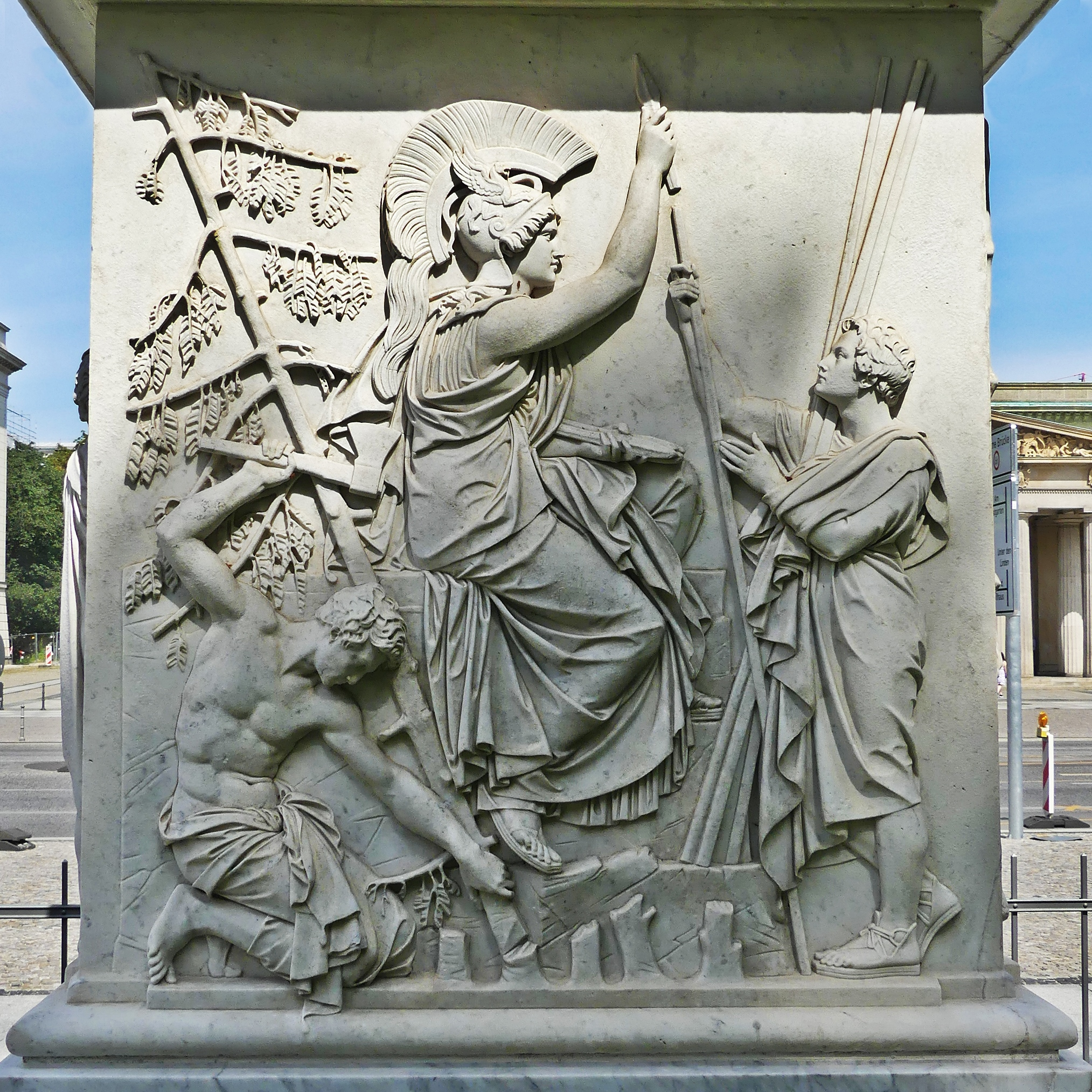
Relief hinten
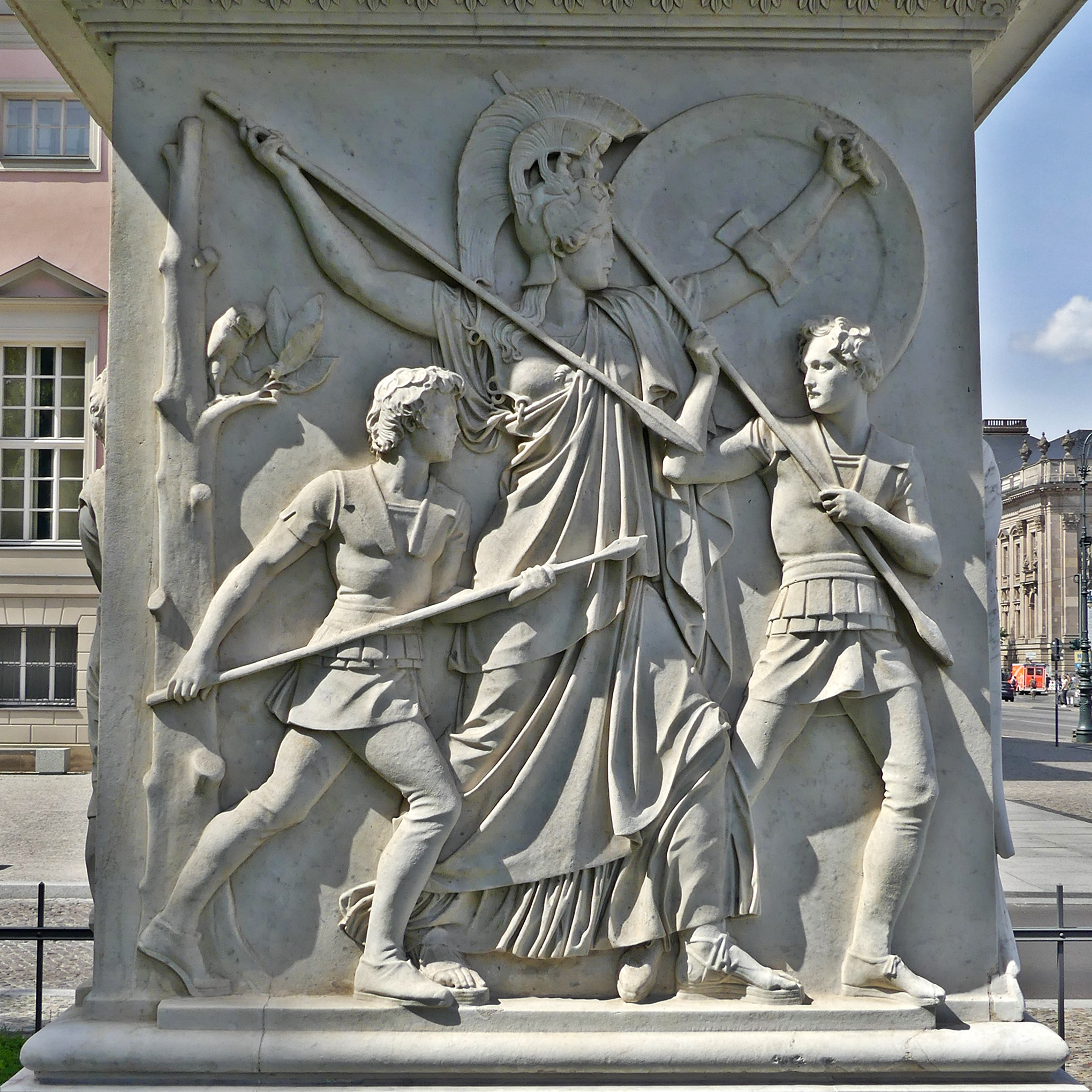
Relief links
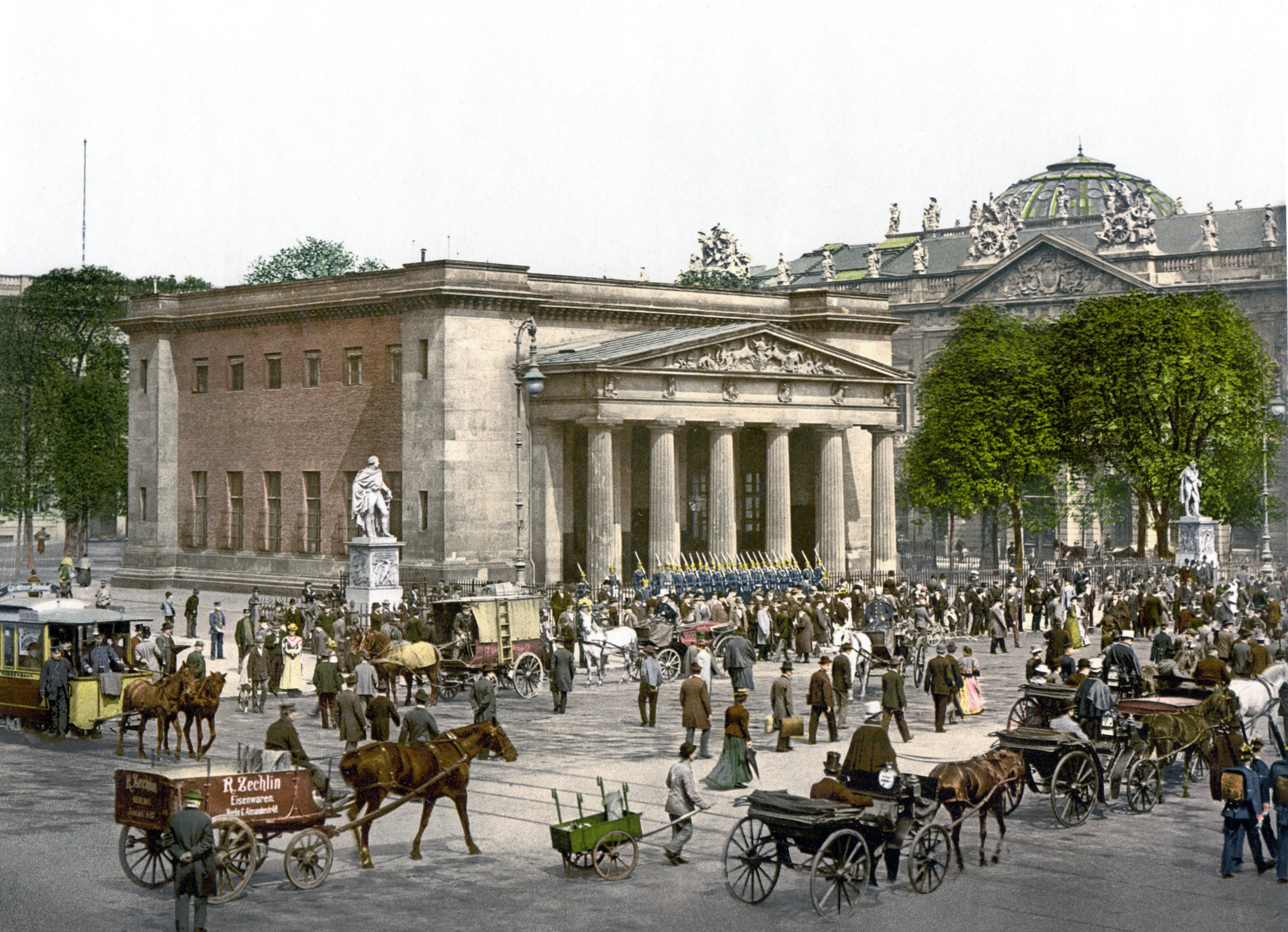
Gesamtansicht (um 1900)